# Knjiga svetog Ciprijana
Knjiga svetog Ciprijana (port. Livro de São Cipriano; šp. Libro de San Cipriano), odnosi se na više različitih grimorija iz 17., 18. i 19. stoljeća, koji se pseudoepigrafski atributiraju ranokršćanskom svecu Ciprijana Antiohijskom († 306.), koji je prema kršćanskim legendama bio aktivni praktičar magije prije svog preobraćenja na kršćanstvo. Zbog te činjenice je u kasnijim stoljećima njegovo ime povezivano uz niz magijskih tekstova, prije svega u nekim europskim zemljama, ali i preko Atlantskog oceana u zemljama Južne Amerike.

## Legenda o sv. Ciprijanu Antiohijskom
Prema kršćanskoj legendi, Ciprijan je bio čarobnjak u Antiohiji poznat po prakticiranju magije i prizivanju demona da mu služe. Želio je, uz njihovu pomoć ugrabiti kršćansku djevicu Justinu. Međutim, ona je uspjela odbiti tri nasrtaja đavola pomoću znaka križa. Budući da je nije uspio pridobiti za sebe svojim magijskim moćima, počeo je sumnjati u moć zlih duhova te je napustio služenje Sotoni. Sotona ga je podvrgnuo mukama zbog čega se Ciprijan obratio za pomoć svetom svećeniku Euzebije moleći ga da ga spasi od zlih sila. Slijedeće nedjelje, Euzebije ga je doveo u crkvu gdje je Ciprijan doživio preobraćenje i postao kršćanin, nakon čega je spalio svoje magične knjige i razdavao čitavo svoje bogatstvo siromašnima.
Ciprijan je s vremenom postao đakon pa svećenik i naposljetku biskup, dok je Justina postala redovnička opatica. Za vrijeme Dioklecijanovih progona kršćana, oboje su uhvaćeni te odvedeni u Damask gdje su ih nemilosrdno i okrutno mučili. Budući da su se unatoč mučenju, zadržali u svojoj vjeri, odvedeni su pred cara Dioklecijana (284. – 305.) u Nikomediji, gdje su im 26. rujna 304. godine bile odrubljene glave na obali rijeke Gallus. Njihova obezglavljena tijela su, nakon šest dana, kršćani odnijeli brodom u Rim, gdje su ih pokopali na posjedu rimske patricijske Rufine, a poslije su ih smjestili unutar Konstantinove bazilike.

## Ključ pakla
Ključ pakla je latinski rukopis (Welcome MS200) čije se autorstvo pripisuje sv. Ciprijanu, a nosi puni naslov "Ključ pakla s bijelom i crnom magijom dokazano od strane Metatrona" (Clavis Inferni sive magia alba et nigra approbata Metratona), a pronašli su ga Stephen Skinner i David Rankine 2004. godine. Grimorij je nastao vjerojatno sredinom 19. stoljeća, iako je moguće da je starijeg postanka i datira iz 18. stoljeća.
Ova verzija grimorija propisanog sv. Ciprijanu nema poveznice s magijskim tekstovima iberijske i skandinavske tradicije, izuzev činjenice da se poput njih poziva na istovjetno autorstvo. Tekst ima veze sa sadržajem i stilom drugih grimorija i knjiga koje se bave okultizmom, poput Heptamerona, pripisanom Pietro d'Abanu (1250. – 1316.), Magičnog kalendara, Šeste i Sedme Mojsijeve knjige, Poligrafije i Okultne filozofije renesansnog okultiste i alkemičara Heinricha C. Agrippe (1486. – 1535.), a povezuje se i sa salomonskom tradicijom.
U tekstu se nalaze brojna prizivanja i molitve kojima se obraća ujedno četvorici arkanđela (sv. Mihovil, Rafael, Gabriel i Uriel) i četvorici demonskih kraljeva (Paimon, Mamion, Egin i Oriens). Pali anđeli su u sadržaju grimorija slikovno prikazani u njihovom životinjskom i ljudskom obličju, zajedno s njihovim pripadajućim pečatima.
Tekst je mješavina tri magijska pisma (grčkog, hebrejskog i latinskog), a sadrži brojne skraćenice i druge skraćene forme.

## Iberske knjige magije pripisane sv. Ciprijanu

### Španjolski korpus knjiga
Španjolski korpus knjiga, premda naslovljen po sv. Ciprijanu, većinom pripisuje autorstvo Jonasu Sulferinu. Knjige su povezane s Ključem kralja Salomona, ali se istovremeno i razlikuju od njegove tradicije. Donekle se mogu opisati i kao obrada Grand Grimoirea. Prve zabilježene vijesti o grimoriju sv. Ciprijana potječu iz 1610. godine, a sačuvane su u sudskim spisima španjolske inkvizicije (Procesos en la Inquisición de Toledo (1575.-1610.)). Prvi suvremeni spomen knjige sv. Ciprijana potječe iz Galicije iz optužnice protiv Juana Rodrígueza 1802. godine.
Rukopisi knjiga sv. Ciprijana nisu sačuvani, samom kasnija tiskana izdanja. Neki od razloga za to su djelovanje španjolske inkvizicije koja je unuštila mnoga djela o magiji, diktatura Francisca Franca u Španjolskoj za vrijeme koje je takođe uništeno mnogo knjiga i rukopisa, uključujući one o magiji, ali su i loši klimatski uvjeti djelomično odgovorni za propast mnogih rukopisa. Najreprezentativnije djelo španjolskog korpusa naslovljeno Libro Infernal spaja elemente Grand Grimoirea, Ključa kralja Salomona te Grand i Petit Alberta. Najstariji spis iz španjolskog korpusa datira se u 1810. godinu i naslovljen je Heptameron, prema djelu pripisanom Pietru d'Abanu, iako nema osobite poveznice s njime.

### Portugalski korpus knjiga
Portugalski korpus knjiga sadrži rimokatoličke elemente prožete s latinoameričkim vještičarstvom i religijskim praksama popularnima u Brazilu. Knjige iz ovog korpusa često se u naslovu navode kao "autentične" i "jedine potpune" te se podnaslovljuju sa "čarobnjakov blago" (port. ou thesouro de feiticeiro).
Reprezentativni primjerak korpusa, "Čarobnjakovo blago", ne sadrži mnogo evokacija, nego većinom opisuje i koristi proricanje, čini za ozdravljenje, egzorcizme, ljubavnu magiju, životinjski magnetizam, duhove, astrologiju, kartomanciju i hiromanciju te opise lokacija zakopanog blaga. Sve te teme opisane su u duhu pučkog kršćanstva.
Portugalski korpus knjiga predstavlja spoj iberskih magijskih vjerovanja i tradicionalnih afričkih religija.

## Skandinavski korpus knjiga
Skandinavski korpus se razlikuje od iberskih tradicija, s izuzetkom pripisivanja autorstva sv. Ciprijanu. Svi rukopisi i knjige nose kolektivni naziv "Cyprianus" i često se opisuju kao "crne knjige" (svarteboken). Jedna od njih, Crna knjiga Elvaruma, datira iz 1682. godine, s tradicijom koja stavlja njen nastanak u 1529. godinu.

## Vanjske poveznice
- Zmije, anđeli i izmišljeni alfabet čuvaju tajne 'Ključa za pakao', udžbenika crne magije iz 18. stoljeća – tportal.hr
- Grimorij sv. Ciprijana – frankfurtrights.com (engl.)
- Knjige sv. Ciprijana – danharms.wordpress.com (engl.)
- Sveti Ciprijan i Justina – Katolička enciklopedija (engl.)
- Sveti Ciprijan i Justina, mučenici u Antiohiji, 304. godine – stgeorgeofboston.org (engl.)